# Oobius taybekovi
Oobius taybekovi är en stekelart som beskrevs av Svetlana N. Myartseva och Trjapitzin 1979. Oobius taybekovi ingår i släktet Oobius och familjen sköldlussteklar.
Artens utbredningsområde är Kazakstan. Inga underarter finns listade i Catalogue of Life.